# Franjevačka mladež
Franjevačka mladež, skraćeno Frama, skupina je mladih ljudi koji u svijetu, primjereno svojoj dobi, žele nasljedovati Isusa Krista po uzoru sv. Franje Asiškoga. Djeluju samostalno u sklopu Franjevačkoga svjetovnog reda. Okuplja mlade od 15 do 30 godina starosti. U svijetu ima oko 40 000 članova.
Franjevačka mladež bratstvo je mladih katolika koji se osjećaju pozvanima živjeti Evanđelje u svjetlu poruke sv. Franje Asiškoga, a svoj cilj uz život prema Evanđelju vidi i kroz širenje načela Evanđelja u svijetu, sudjelujući u različitim crkvenim i društvenim, ponajviše humanitarnim aktivnostima.
U Hrvatskoj je, zbog velike prostorne udaljenosti, teritorijalne pripadnosti i lakše komunikacije i potrebe zajedničkoga djelovanja, 2005. provedeno preustroj Frame te se ona danas dijeli na pet područnih bratstava:
1. Osječko područno bratstvo Frame,
2. Zagrebačko područno bratstvo Frame,
3. Primorsko-istarsko područno bratstvo Frame (pripojeno Zagrebačkom područnom bratstvu Frame),
4. Zadarsko-šibensko područno bratstvo Frame i
5. Splitsko-dubrovačko područno bratstvo Frame.

Ta područja obuhvaćaju ukupno 70-ak djelatnih mjesnih bratstava te između 1500 i 2000 framaša.

## Povijest
Frama službeno nastaje u Italiji 1948. uz Red Manje braće (franjevce). U početku je nazvana GIFRAC (tal. Gioventù Francescana di Azione Catolica – Franjevačka mladež Katoličke akcije).
Kasnije se širi i uz ostale redove franjevačke obitelji. Kapucini 1954., potvrđuju prvi statut Frame, koji je prihvaćen 1958. i kod franjevaca konventualaca.

## Vanjske poveznice
- Frama Portal
- Statut Hrvatskoga nacionalnog bratstva Franjevačke mladeži na stranicama Franjevačke provincije Presvetog Otkupitelja
- Frama: Put franjevačkoga poziva na stranicama Franjevačke provincije Presvetog Otkupitelja
- Program formacije u Franjevačkoj mladeži - Frami na stranicama Franjevačke provincije Presvetog Otkupitelja

| Portal:Kršćanstvo | Portal: Kršćanstvo |